# Francesco (Irene Grandi)
Francesco è il sesto singolo della cantante italiana Irene Grandi, pubblicato nel giugno del 2000.

## Tracce
1. Francesco (Radio Edit)
2. Francesco (C.Sorrentino Remix)